# Трансплантація серця

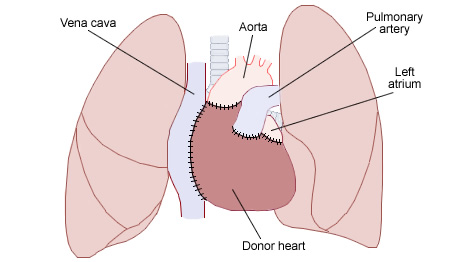
Розміщення донорського серця відносно магістральних судин та легень пацієнта.

Транспланта́ція се́рця (англ. Heart transplantation) — кардіохірургічна трансплантологічна операція, що застосовується у пацієнтів на останній стадії серцевої недостатності.
В США виконується близько 4 000 трансплантацій серця щорічно. В Україні, після 15-річної перерви, у 2020 році, за сприяння МОЗ України було проведено 9 трансплантацій серця, а вже наступного року, станом на 27 вересня 2021 року, їх було виконано — 18.

## Історія
У 1905 році Алексіс Каррель і Ч. Гютріє, які працювали в Америці в Рокфеллерівському інституті медичних досліджень виконали першу у світі гетеротопічну трансплантацію серця в експерименті. Вони перемістили донорське серце собаки на шию іншої собаки. Пересаджене серце функціонувало близько двох годин.
Російський дослідник В. П. Деміхов в 1951—1952 роках в експерименті розробив методику трансплантації серця.
Перша клінічна операція пересадки серця проведена 23 січня 1964 р. Джеймсом Гарді в клініці медичного центру Міссісіпі. Він пересадив хворій людині серце шимпанзе. На жаль, хворий загинув на операційному столі за годину після відключення апарату штучного кровообігу.
1 листопада 2023 року, згідно повідомлення Університету Меріленду (США), 58-річний пацієнт, якому 22 вересня 2023 року було пересаджено серце генномодифікованої свині (Enviropig), помер в результаті відторгнення органу. Подібна операція, у тому ж Університеті Меріленду, відбулася у січні 2022 року, але тоді пацієнт помер через два місяці після операції.

### Перша успішна трансплантація серця
Першу успішну пересадку серця людини виконав 3 грудня 1967 року Крістіан Барнард, який керував кардіохірургічним відділом лікарні Гроот Шур в Кейптауні (ПАР).
25-річна Деніз Дарваль була першим донором серця за всю історію. За день до цього, 2 грудня о 15:30, дівчина потрапила в ДТП переходячи дорогу зі своєю мамою (Міртл Дарваль). Від сильного удару мати загинула на місці, а донька була доставлена швидкою медичною допомогою до лікарні. Деніз отримала перелом черепа та інші серйозні травми голови. О 21:00 реанімаційна група перестала намагатися її реанімувати, було констатовано смерть головного мозку. Батько Деніз дозволив провести трансплантацію її серця хворому Луї Вашканскі. Реципієнт після пересадки серця прожив 18 днів, але потім помер від пневмонії і розвитку реакції відторгнення (причина — ослаблення імунної системи через прийом антиретровірусних препаратів). Барнарду допомагав його брат Маріус, а також медична бригада з тридцяти осіб. Операція тривала приблизно п'ять годин.
Через місяць К. Барнард оперував іншого пацієнта, який прожив після операції 19 місяців і 15 днів.

### Перша трансплантація серця в СРСР
Перша успішна операція з пересадки серця в СРСР була проведена В. І. Шумаковим 12 березня 1987 року в Московському науково-дослідному інституті трансплантації органів і тканин. Реципієнтом була Олександра Шалькова, яка прожила понад 10 років після трансплантації.

### Перша пересадка серця в Україні
У 2001 році Б. М. Тодуров виконав першу трансплантацію серця в Україні на базі кафедри кардіохірургії Національного інституту хірургії та трансплантології імені О. О. Шалімова. Донором був 35-річний чоловік, реципієнтом 36-річний Микола Іщук з Рівненської області. Операційна бригада складалася з п'яти хірургів, двох анестезіологів, лікаря-перфузіолога, групи лаборантів та операційних сестер. Операція тривала майже чотири години й була виконана безплатно. Пацієнт з донорським серцем прожив два тижні.
Другу операцію з пересадки Борис Тодуров провів через два роки. Харків'янин Едуард Соколов живе з донорським серцем з 2003 року.
В липні 2023 року, в Україні вперше провели трансплантацію серця 6-річній дитині. Трансплантацію виконав лікар-кардіохірург, директор Інституту серця МОЗ України Борис Тодуров спільно з командою лікарів Інституту. "Нове сердечко отримала дівчинка 6 років. Операція пройшла гладко. Дівчинка почувається добре", — було зазначено в повідомленні.

## Протипоказання
Деякі пацієнти менш підходять для трансплантації серця, особливо якщо у них є інші хвороби, пов'язані з їх серцем. 

### Абсолютні протипоказання
- Захворювання нирок, легенів, або печінки
- Активний рак, якщо це може вплинути на виживання пацієнта
- Небезпечні для життя хвороби, які пов'язані з серцевою недостатністю, в тому числі гострі інфекції або системні захворювання, такі як системний червоний вовчак, саркоїдоз, амілоїдоз
- Судинні захворювання шиї та кінцівок.

### Відносні протипоказання
- Інсулінозалежний цукровий діабет з важкою органною дисфункцією
- Перенесений інсульт
- Ожиріння
- Вік старше 65 років (деякі відмінності між центрами) — літні пацієнти зазвичай оцінюються на індивідуальній основі.
- Активне зловживання психоактивними речовинами, такими як алкоголь, наркотики або тютюн для курців (що збільшує шанс захворювання легень)[13]

## Ускладнення
Післяопераційні ускладнення включають інфекції, сепсис, відторгнення органу, а також побічні ефекти імуносупресивних препаратів. Оскільки пересаджене серце надійшло з іншого організму, імунна система реципієнта зазвичай намагається його відторгнути. Ризик відторгнення ніколи повністю не зникає, а пацієнт буде приймати імуносупресивні препарати все життя, але вони можуть викликати небажані побічні ефекти, такі як підвищена ймовірність інфекцій або розвиток деяких видів раку. У реципієнтів може розвинутись хвороба нирок після трансплантації серця через побічні ефекти імунодепресантів. Люди, які перенесли трансплантацію серця, контролюються різними способами, щоб перевірити та запобігти розвиткові відторгнення.